# Everson (Washington)
Everson es una ciudad ubicada en el condado de Whatcom en el estado estadounidense de Washington. En el año 2000 tenía una población de 2.035 habitantes y una densidad poblacional de 641,6 personas por km².

## Geografía
Everson se encuentra ubicada en las coordenadas 48°55′3″N 122°20′56″O / 48.91750, -122.34889.

## Demografía
Según la Oficina del Censo en 2000 los ingresos medios por hogar en la localidad eran de $35.313, y los ingresos medios por familia eran $40.568. Los hombres tenían unos ingresos medios de $33.942 frente a los $20.547 para las mujeres. La renta per cápita para la localidad era de $13.700. Alrededor del 18,0% de la población estaban por debajo del umbral de pobreza.